# Квинт Лутаций Катул
Квинт Лута́ций Ка́тул (лат. Quintus Lutatius Catulus; родился приблизительно в 150 году до н. э. — погиб в 87 году до н. э., Рим, Римская республика) — древнеримский политик, военачальник, консул 102 года до н. э., поэт, историк и мемуарист из плебейского рода Лутациев. Принадлежал к сенатской аристократии. Стал консулом с четвёртой попытки (по мнению ряда историков, благодаря поддержке Гая Мария) и в 102 году до н. э. возглавил одну из двух римских армий в Кимврской войне. Действовал против германцев в Цизальпийской Галлии. Вначале был вынужден отступить, но в 101 году до н. э. совместно с Марием одержал победу в битве при Верцеллах. Позже стал одним из главных политических противников Мария и в своих тенденциозных воспоминаниях постарался приуменьшить его роль в победе. Возможно, участвовал в Союзнической войне. В 87 году до н. э., когда Марий в ходе гражданской войны занял Рим, Квинт Лутаций был приговорён к смерти и покончил с собой.
Автобиография Катула оказала серьёзное влияние на историческую традицию. Квинт Лутаций был также автором стихов, высоко оценивавшихся поздними авторами, и видным оратором.

## Биография

### Происхождение
Квинт Лутаций принадлежал к относительно старому плебейскому роду Лутациев. Его предок Гай Лутаций Катул, будучи новым человеком, достиг консульства в 242 году до н. э. и одержал решающую победу в Первой Пунической войне. Но после 220 года до н. э. источники не упоминают ни одного представителя этого рода, который занимал бы магистратуру любого уровня. Поэтому Ф. Мюнцер характеризует Лутациев конца II века до н. э. как семью знатную, но пришедшую в упадок.
Отец Квинта Лутация носил тот же преномен и умер, видимо, когда Квинт-младший был ещё ребёнком. Вдова, принадлежавшая к плебейскому роду Попиллиев, вышла замуж во второй раз — за Луция Юлия Цезаря, принадлежавшего к тому же слою аристократии, что и её первый муж. Юлии имели ещё более длинную родословную, чем Лутации, но консульство за всё время после 267 года до н. э. получили только один раз. Младшими единоутробными братьями Катула стали Луций Юлий Цезарь (консул 90 года до н. э.) и Гай Юлий Цезарь Страбон Вописк. Несмотря на большую разницу в возрасте, Квинт Лутаций всю жизнь поддерживал с братьями тёплые отношения.
Всё же о наличии у Лутациев определённого веса в аристократических кругах говорит тот факт, что Квинт Лутаций был женат на патрицианке Сервилии, представительнице одного из самых влиятельных семейств той эпохи, брат которой, вероятно, был одним из руководителей мощной «фракции» Метеллов.

### Ранние годы
Рождение Квинта Лутация датируют примерно 150 годом до н. э. Таким образом, его юность пришлась на эпоху Сципиона Эмилиана (умер в 129 году) и братьев Гракхов (Тиберий Гракх погиб в 133 году, Гай Гракх — в 121). Если верить Цицерону, Катул был вхож в «кружок Сципиона»: во всяком случае, в диалоге «Об ораторе» Квинт Лутаций говорит, что Сципион Эмилиан, Гай Лелий и Луций Фурий Фил не раз рассказывали ему, как были рады приезду в Рим «посольства философов». Возможно, в начале своей военной службы Катул принял участие в осаде Нуманции в Испании, которой командовал Сципион Эмилиан и в которой участвовали многие другие молодые люди, ставшие в дальнейшем видными политическими фигурами: Гай Гракх, Квинт Фабий Максим (в будущем Аллоброгик), Семпроний Азеллион, Публий Рутилий Руф, Гай Меммий (возможно, народный трибун 111 года до н. э.), Гай Цецилий Метелл, нумидийский царевич Югурта.
Катул, вероятно, слушал речи Гая Гракха во время двух его трибунатов (122—121 год до н. э.). Именно это мог иметь в виду Луций Лициний Красс в одном из цицероновских трактатов, говоря Квинту Лутацию: «Ты помнишь его лучше меня». Позже доверенный раб Гракха, учёный Лициний, стал клиентом Квинта Лутация и много рассказывал ему о своём прежнем господине.
Не позже 121 года до н. э. Катул женился на дочери Квинта Сервилия Цепиона, консула 140 года до н. э., известного в первую очередь как убийца Вириата. Шурин Квинта Лутация, тоже Квинт, был политическим союзником семейства Метеллов, представители которого в 110-е годы чаще, чем кто-либо другой, добивались консулата. О политической деятельности Катула вплоть до 107 года ничего точно не известно. Исходя из закона Виллия, он должен был не позже 109 года занимать претуру; возможно, он был коллегой своего шурина по этой должности в 109 году и управлял какой-то провинцией, экспортировавшей продовольствие, — например, Сицилией.

### Избрание консулом
В 107 году до н. э. Квинт Лутаций выдвинул свою кандидатуру в консулы, действуя, вероятно, в паре со своим шурином Квинтом Сервилием Цепионом, но проиграл Гаю Атилию Серрану, тогда как Цепион получил консульство. В следующем году Катул повторил свою попытку и снова проиграл — на этот раз Гнею Маллию Максиму, «новому человеку», который явно уступал ему во всём; здесь мог сыграть роль тот факт, что выборами руководил Серран, тогда как Квинт Сервилий воевал в Галлии. На этот раз Квинт Лутаций, видимо, баллотировался в паре с Публием Рутилием Руфом, принадлежавшим к той же аристократической группировке и выигравшим выборы. Удачливый конкурент Катула позже оказался при Араузионе, и есть гипотеза, что Квинт Сервилий Цепион отказался подчиниться Гнею Маллию, а потом и просто помочь ему против надвигающихся германцев только потому, что был обижен за своего зятя. Следствием этого стала почти полная гибель двух римских армий.
В 105 году до н. э. Катул выдвинул свою кандидатуру в консулы в третий раз и опять потерпел поражение от «нового человека» — Гая Флавия Фимбрии. Здесь, видимо, сыграло свою роль поражение римлян при Араузионе, вся вина за которое была возложена на Цепиона. Три проигрыша подряд означали для римского нобиля крах карьеры, и в 104 году Квинт Лутаций уже не стал возобновлять свои попытки. Его шурин вскоре был привлечён к суду и удалился в изгнание, оставив Катула без поддержки.
Эти годы стали временем беспрецедентного успеха способного полководца Гая Мария, избиравшегося консулом пять раз подряд (даты выборов — 105—101 годы до н. э.) из-за германской угрозы и даже имевшего возможность фактически выбирать для себя коллег. Именно при нём вторым консулом на 104 год стал Фимбрия; годом позже эту должность занимал аристократ Луций Аврелий Орест, а на 102 год был избран Квинт Лутаций Катул.
В историографии существуют разные мнения относительно того, как и почему это произошло. Согласно одной из точек зрения, избрание Катула стало победой противников Мария, пытавшихся хотя бы отчасти уравновесить влияние бессменного консула, сделав его коллегой человека из своей среды (Плутарх в связи с этими выборами называет Катула «человеком, почитаемым среди знати и в то же время угодным народу»); Марию же пришлось с этим смириться. Согласно другому мнению, жизненные перипетии Квинта Лутация доказывают отсутствие у него активной поддержки со стороны сенатской партии; на выборах 103 года Катул мог победить скорее благодаря поддержке Мария, с которым он находился в свойстве через Юлиев, поскольку жена Мария была двоюродной сестрой единоутробных братьев Катула. Новоявленный покровитель Квинта Лутация, возможно, рассчитывал получить таким образом верного и не слишком самостоятельного союзника. Кроме того, привлечение Марием Катула на свою сторону могло стать ударом по «фракции» Метеллов, в первую очередь по их репутации: Марий «даровал Катулу высшую магистратуру, в которой те ему отказали». В пользу этой версии говорит готовность к сотрудничеству, которую Марий неоднократно демонстрировал в последующие годы. Наконец, есть гипотеза о ключевой роли в избрании Катула в 103 году влиятельного рода Домициев, на представительнице которого он был женат; её противники говорят о сомнительности самого факта этого брака и о том, что неясно, почему Домиции не помогли Квинту Лутацию раньше.

### Консульство
В 102 году до н. э. над Римом нависла серьёзная угроза: германцы, ставшие тремя годами ранее победителями при Араузионе, после долгих блужданий по Галлии и Испании решили, наконец, двинуться в Италию. Тевтоны шли вдоль средиземноморского побережья и здесь столкнулись с Марием, стоявшим на реке Родан. Катул же в Цизальпийской Галлии преградил путь кимврам, которые до этого были вытеснены из Испании кельтиберами. Накануне решающих битв в армию Квинта Лутация перешёл один из видных подчинённых Мария Луций Корнелий Сулла, прославившийся захватом нумидийского царя Югурты. Плутарх пишет, что Сулла сблизился с Катулом после того, как его отношения с прежним покровителем совсем испортились; но в историографии есть гипотеза, что Марий сам направил Луция Корнелия к своему коллеге для обеспечения взаимодействия между двумя армиями. Сулла (возможно, связанный с Катулом свойством) стал ближайшим доверенным лицом нового командира.
Гай Марий после первых же столкновений одержал полную победу над тевтонами при Аквах Сестиевых. У Катула, «не столь способного полководца», о каком-либо военном опыте которого на тот момент вообще ничего не известно, дела шли хуже. Узнав, что кимвры прошли через перевал Бреннер, он двинулся им навстречу, чтобы занять горные проходы. Но передовой конный отряд его армии был обращён в бегство в первом же столкновении; известно, что в этом бою легат Марк Эмилий Скавр, сын принцепса, струсил и в дальнейшем покончил с собой. Катул отступил и занял крепость на реке Атесия, а когда кимвры попытались окружить его армию, продолжил отступление, «хоть и выказал всю свою доблесть». Согласно Плутарху, римские воины даже просто обратились в бегство, и тогда Квинт Лутаций «приказал снять с места орла, бегом настиг первых из отступавших и пошёл впереди, желая, чтобы позор пал на него, а не на отечество, и стараясь придать бегству вид отступления, возглавленного полководцем». Один из его легионов остался в крепости из-за нерешительности командира; центурион-примипил Гней Петрей убил труса, принял командование на себя и вывел легион из окружения, за что позже получил почётный венок — corona obsidionalis — от Катула и Мария.
Вероятно, рассказ о том, как Квинт Лутаций возглавил отступление, сознательно принимая на себя позор, восходит к его воспоминаниям, и его изначальной целью было смягчить впечатление от в целом проигранной кампании. Из-за такого хода войны был переизбран консулом только Марий; тем не менее Катул получил продление командования с проконсульскими полномочиями. Возможно, и здесь ключевое значение имела поддержка Мария: «на фоне неудач Катула лишь ярче блистали его собственные успехи».

### Верцеллы
В начале следующей кампании консул Марий и проконсул Катул объединили армии и перешли Пад. Источники рассказывают о переговорах с кимврами, упоминая в связи с этим только Мария, чьи полномочия были выше. Рядом манёвров римляне смогли оттеснить германцев на относительно небольшое пространство в районе Верцелл, где те начали испытывать трудности со снабжением. На Рауданских полях при Верцеллах 30 июля 101 года до н. э. произошла решающая битва.
Источники утверждают, что германцы накануне битвы представляли собой «огромное и ужасное множество», выглядевшее, как «безбрежное море»; их пехота в боевом строю составила квадрат с длиной стороны около 30 стадиев, а конницы было 15 тысяч. Диодор Сицилийский говорит о 400-тысячной армии. Историки считают, что у кимвров было 45-48 или даже всего 25-30 тысяч воинов. Римлян же было 52 300, из них 20 300 воинов Катула.
Марий поставил людей Квинта Лутация в центре, а свои подразделения — на флангах, выдвинутых вперёд. Позже Катул и Сулла утверждали в своих воспоминаниях, что консул сделал это, рассчитывая только своими силами одержать победу и получить всю славу, но неправдоподобность этой версии очевидна. Вероятно, воинам Квинта Лутация была предназначена более пассивная роль из-за того, что они были хуже подготовлены. Если верить Плутарху, воины Мария вопреки его приказам бросились преследовать нанёсшую первый удар кимврскую конницу, но из-за густой пыли «долго блуждали по равнине», а в это время перешедшая в наступление пехота варваров «по счастливой случайности» наткнулась на подразделения Катула. Здесь и развернулось главное сражение.
Истинность этого рассказа, основанного на воспоминаниях Суллы и Катула, оспаривается историками. Предполагается, что в ходе сражения было куда меньше неожиданностей для римской стороны. Воины Мария разбили кимврскую конницу, оба фланга соединились у лагеря варваров, а затем нанесли удар в тыл основным частям противника, которые сковал своей обороной Катул. С этого момента битва превратилась в избиение. Источники сообщают о 120 или 140 тысячах убитых и 60 тысячах пленных; Веллей Патеркул пишет о более чем 100 тысячах тех и других вместе.
Сразу после сражения начался спор между воинами двух военачальников о том, кто внёс больший вклад в победу. Третейскими судьями стали послы города Парма, которых люди Квинта Лутация водили по полю боя и показывали копья, которыми были пронзены тела кимвров. На большинстве копий у наконечника было выгравировано имя Катула. О результатах ничего не известно; вероятно, такие споры были вполне обычным делом для той эпохи, и сам Квинт Лутаций не был к этому причастен.
По случаю победы Катул был удостоен триумфа — одного на двоих с Марием. Последнему, если верить Плутарху, предложили справить триумф одному, но он отказался — в том числе и опасаясь воинов Квинта Лутация. Возможно, в действительности Марий продолжал считать Катула своим союзником и не хотел давать нобилитету новые причины для антипатии. Сам Квинт Лутаций в честь победы занялся строительством: на свою долю добычи он построил особняк на Палатине и портик на месте дома Марка Фульвия Флакка, одного из союзников Гая Гракха, украсив обе постройки трофеями Кимврской войны. Кроме того, Катул украсил храм Фортуны, обет которой принёс в начале битвы при Верцеллах, двумя статуями работы Фидия.

### Последующие годы
Став частным лицом, Катул занял враждебную по отношению к Марию позицию, что позже дало Аппиану повод обвинить его в неблагодарности. Причиной этому в историографии называют зависть Квинта Лутация к своему более способному и удачливому коллеге, нежелание чувствовать себя постоянным должником, а также стремление быть на стороне победителей: даже в 101 году до н. э. положение Мария было менее прочным, чем раньше.
Некоторые исследователи считают, что уже к концу 101 года Квинт Лутаций написал воспоминания о Кимврской войне, в которых свой вклад в победу преувеличил, а вклад Мария — приуменьшил; это якобы существенно осложнило положение Мария на очередных консульских выборах. На это возражают, что временной разрыв между битвой при Верцеллах и выборами не мог быть больше трёх-четырёх месяцев, а это слишком малый срок, чтобы написать и распространить серьёзное сочинение.
Катул принимал участие в борьбе сената против народного трибуна-демагога Луция Аппулея Сатурнина. Цицерон упоминает Квинта Лутация среди тех аристократов, которые в декабре 100 года до н. э. откликнулись на сенатское постановление и явились на комиций, чтобы вооружиться для открытого боя с «мятежниками». Учитывая, что до этого Сатурнин довольно долго был союзником Мария, исследователи предполагают, что Катул мог подключиться к борьбе с Луцием Аппулеем ещё раньше.
В 90-е годы до н. э., являющиеся в целом «тёмной эпохой», Катул не упоминается в источниках. Вероятно, именно в это время он работал над своими воспоминаниями о консульстве и Кимврской войне. В 90 году до н. э., когда началась Союзническая война, он стал легатом при своём брате-консуле Луции Юлии Цезаре. Есть мнение, что в списке легатов, приведённом Аппианом, только из-за ошибки переводчика вместо Катула значится «Публий Лентул, брат Цезаря». Другими легатами Луция Юлия были Сулла и Тит Дидий, тоже враги Мария.
В 88 году Сулла занял Рим и добился провозглашения Мария и ещё ряда политиков врагами (hostes), что означало фактически объявление вне закона; Квинт Лутаций поддержал эту меру «самым решительным образом». Но Марий очень скоро взял реванш, что и стало причиной гибели Катула.

### Гибель
В 87 году до н. э. Марий, вернувшийся из изгнания и заключивший союз с консулом Луцием Корнелием Цинной, подошёл к Риму с войском. Катул был одним из послов, отправленных сенатом за помощью к Метеллу Пию, воевавшему тогда с самнитами, но эта миссия не имела успеха. Марий занял город и начал террор против своих высокопоставленных недоброжелателей, «всей своры аристократов, которая отравляла ему радость побед и подливала горечь к его поражениям. За каждый булавочный укол он мог отплатить ударом кинжала». Катул стал одним из главных адресатов его мести.
Оба брата Квинта Лутация — Луций Юлий Цезарь и Гай Юлий Цезарь Страбон Вописк — были убиты без каких-либо разбирательств. Но с Катулом поступили иначе: его вызвали в суд; таким образом «отличили» только ещё одну жертву марианского террора — Луция Корнелия Мерулу, ставшего ранее консулом вместо смещённого Цинны. Высказывалось предположение, что по отношению к этим двоим личная враждебность Цинны и Мария была слишком очевидной, а поэтому некоторые видные деятели марианской партии (в первую очередь Квинт Серторий) потребовали суда. Есть и другое мнение — что в случае Катула и Мерулы просто существовали формальные основания для судебного процесса.
Источники не сообщают подробностей об обвинении, предъявленном народным трибуном Марком Марием Гратидианом, поэтому мнения историков расходятся: одни считают обвинение полностью надуманным, другие предполагают, что речь шла о содействии изгнанию Мария, являвшемуся незаконной мерой и повлёкшему за собой убийство народного трибуна Публия Сульпиция; таким образом, Катулу и по закону могла грозить смертная казнь.
Мария просили пощадить Квинта Лутация, но тот отвечал на все просьбы: «Он должен умереть». Согласно Диодору Сицилийскому, Мария просил о пощаде сам Катул, но с тем же успехом. Тогда Квинт Лутаций заперся в своём доме, разжёг угли в только что оштукатуренном помещении и задохнулся в дыму; согласно Флору, он бросился в огонь.

## Семья
Квинт Лутаций был женат на Сервилии, дочери Квинта Сервилия Цепиона, консула 140 года до н. э. Его детьми были Квинт Лутаций Катул Капитолин и дочь Лутация, жена Квинта Гортензия Гортала. В связи с тем, что Асконий Педиан назвал Гнея Домиция Агенобарба, консула 96 года до н. э., дядей Катула Капитолина, существует гипотеза, что Квинт Лутаций-старший был женат ещё и на Домиции, дочери Гнея Домиция Агенобарба, консула 122 года до н. э., но это предположение подвергают сомнению.

## Интеллектуальные занятия
Квинт Лутаций был очень образованным и начитанным человеком. При этом, по словам Цицерона, «в нём не было ничего, что заставляло бы находить в нём тонкое понимание литературы».

### Оратор
Цицерон упоминает Катула в числе прочих ораторов той эпохи, говоря, что тот был обучен на современный лад, но первым среди адвокатов всё же не считался. «Но говорил он так, что когда ты слушал его среди других выдающихся ораторов того времени, он казался тебе хуже их, когда же ты слушал его, ни с кем не сравнивая, то ты был не только доволен, но и не желал лучшего». Этого эффекта Квинт Лутаций достигал за счёт своей чистейшей латыни, «необычайной мягкости в слоге», приятного голоса и отличного произношения. В трактате «Об ораторе» упоминается надгробное слово, произнесённое Катулом над телом его матери Попиллии; в уста Марка Антония Цицерон вложил слова о том, что все присутствующие «очень наслаждались», слушая эту речь.

### Мемуарист
Те же мягкость слога и чистоту языка Катул продемонстрировал, по словам Цицерона, в своём сочинении «О консульстве и других деяниях» (De consulatu et de rebus gestis suis), написанном «по-ксенофонтовски мягко» и посвящённом другу автора поэту Авлу Фурию Анциату. Квинт Лутаций стал одним из нескольких самых первых римских мемуаристов наряду со своими современниками Марком Эмилием Скавром и Публием Рутилием Руфом; литературным образцом для него стал Ксенофонт.
О содержании воспоминаний Катула можно уверенно судить только на основании нескольких упоминаний у Плутарха. Согласно биографии Мария, Квинт Лутаций писал, что в битве при Верцеллах командующий поставил его войска в центр, а свои по флангам, рассчитывая собственными силами победить кимвров и получить всю славу, и «обвинял Мария в недоброжелательстве»; в другом месте мемуарист «возвеличивал подвиг своих солдат», утверждая, что в решающей схватке с германской пехотой они благодаря своей закалке не потели и не задыхались, хотя день был жаркий. Вероятно, на сочинении Квинта Лутация основано и сообщение о том, что «доспехи, военные значки и трубы принесены были в лагерь Катула, и это послужило для него самым веским доказательством, что именно он победил кимвров». Видимо, автор умолчал о Сулле, хотя тот сражался при Верцеллах и внёс большой вклад в победу (один исследователь даже пишет, что на трофеях, которыми Катул украсил свой дом, можно было написать: «Дар Луция Корнелия Суллы»). Отсюда делается вывод о крайней тенденциозности этих воспоминаний: целью автора было приписать себе основные заслуги в Кимврской войне и обвинить Мария в недостойных кознях. Исследователи называют эту книгу «образчиком генеральской похвальбы, густо замешанным на зависти и недоброжелательстве».
Вероятно, книгу Катула использовал при работе над своими воспоминаниями Сулла. Уже к 46 году до н. э. её постигла та же судьба, что и мемуары Скавра: её никто не читал. В трактате Цицерона Брут признаёт, что ему это сочинение никогда не попадалось. Плутарх, судя по оборотам «передают, что сам Катул говорил» и «говорят, писал сам Катул», непосредственно с текстом воспоминаний знаком не был.
Квинту Лутацию приписывается работа под названием «Общие истории» (Communes historiae); судя по трём сохранившимся фрагментам, речь там шла о мифологии.

### Поэт
Катул писал стихи, причём Авл Геллий утверждает, что наряду со стихами Валерия Эдитуя и Порция Лицина «изящнее, утончённее, элегантнее и прелестнее… не найти ничего ни по-гречески, ни по латыни». Творчество Квинта Лутация ознаменовало переход в римской эпиграмматической поэзии от общественной тематики к частной жизни. От всего поэтического наследия Катула сохранились только две эпиграммы. В «Аттических ночах» приведён текст одной из них, в которой с мягкой иронией разрабатывается каллимаховский мотив души-беглянки:

Где моя душа? Улетела опять к Феотиму

И, как беглянка, теперь ищет убежище в нём.

Что ж? Ведь я уж давно объявление сделал такое,

Чтоб не впускал он её, а прогонял от дверей.

Надо пойти и вернуть. Но как самому не попасться

В плен. Что делать, увы? Дай мне, Венера, совет!
— Авл Геллий. Аттические ночи. XIX, 9, 14.
Согласно Цицерону, Катул был одно время влюблён в некоего Росция (возможно, речь идёт об известном актёре Квинте Росции Галле), который страдал косоглазием. Квинту Лутацию «именно это показалось пикантным и прелестным», так что Росцию посвящена вторая из дошедших до нас эпиграмм:

Как-то однажды стоял я, явленье Авроры встречая

Росций является вдруг, с левой пришел стороны.

О, небожители — вам не в обиду будь сказано это —

Смертного юноши вид бога прекраснее был.
— Цицерон. О природе богов I, 79.

### Проблема «кружка Катула»
В историографии встречаются утверждения о существовании поэтического «кружка Лутация Катула». Сторонники этой гипотезы считают, что Квинт Лутаций покровительствовал ряду римских и греческих литераторов, часто бывавших в его доме и образовавших своеобразную культурную общность. К числу этих литераторов относят Антипатра Сидонского, Архия, Валерия Эдитуя, Порция Лицина. Уже Ф. Мюнцер считал это заблуждением, в основе которого лежит самая элементарная ошибка: один из историков без каких-либо реальных оснований решил, что упоминаемый Цицероном клиент Катула Лициний и упоминаемый Авлом Геллием поэт Порций Лицин — одно лицо. Очень резко высказался по этому поводу Э. Бэдиан:

Мы вынуждены признать, что «кружок» является чистейшим мифом и, наконец, должен исчезнуть со страниц современных исследований, авторы которых упоминают его из сочинения в сочинение… Теория «кружка» и особенно — идентификация аристократа Порция Лицина, несомненно, бывшего ранее монетным триумвиром, с рабом по имени Лициний, освобождённым вдовой Гракха, является позором для науки, а тот факт, что практически все приняли эту точку зрения, не может вызвать ничего, кроме недоумения.
— Бэдиан Э. Цепион и Норбан (заметки о десятилетии 100-90 гг. до н. э.)
Тем не менее «кружок Катула» по-прежнему упоминается в научных трудах и комментариях к античным текстам.

## Оценки
Античные авторы почти единодушно дают личности Катула самые высокие оценки. Этому способствовал ореол мученика, ставший обязательной частью образа. Даже Сулла, чья роль в Кимврской войне была приуменьшена Катулом, в своих воспоминаниях дал Квинту Лутацию положительную характеристику. «Человеком превосходнейших достоинств» называет Катула Цицерон, перечисляя в одной из речей «величайшую мудрость», «редкостную доблесть», «исключительную доброту». Марк Туллий даже назвал Квинта Лутация «вторым Лелием», уподобляя его таким образом своему любимому герою, и сделал его одним из основных персонажей своего трактата «Об ораторе». По мнению Цицерона, Марий, принудив к самоубийству столь достойного человека, перечеркнул все свои заслуги. В изображении Цицерона Квинт Лутаций сыграл важную роль в передаче эллинофильской культурной традиции от «кружка Сципиона» интеллектуалам I века до н. э.
Плутарх изобразил Катула как «прекрасного человека» и не слишком способного, но «благородного и безупречного» полководца, который больше заботится о родине, чем о собственной славе. Диодор называет его «бесспорным победителем кимвров», ставшим невинной жертвой Мария только потому, что «что-то вызвало подозрение». О большей удачливости Катула в Кимврской войне по сравнению с Марием сообщает Евтропий.
Особняком в античной литературе стоит мнение Аппиана, считавшего, что Катул предал своего покровителя Гая Мария.
В историографии главным победителем при Верцеллах считают Мария. При этом Катула считают посредственностью, проявившей чёрную неблагодарность по отношению к Марию.

## В художественной литературе
Катул действует в романах Колин Маккалоу «Первый человек в Риме» и «Венец из трав». Австралийская писательница предложила альтернативную версию его родства с Юлиями: в её изложении полное имя Катула — Квинт Лутаций Катул Цезарь; он был Юлием по рождению, отданным одному из Лутациев на усыновление.